# Thornfield Township
Thornfield Township est un ancien township, situé dans le comté d'Ozark, dans le Missouri, aux États-Unis,.
Le township est fondé en 1870 et baptisé en référence à la famille locale des Thornfield.

### Source de la traduction
- (en) Cet article est partiellement ou en totalité issu de l’article de Wikipédia en anglais intitulé « Thornfield Township, Ozark County, Missouri » (voir la liste des auteurs).